# Timmy Williams
Timmy Williams (Watertown, Dakota del Sur, 10 de abril de 1981) es un actor, comediante, productor y escritor americano, conocido por ser miembro del grupo de sketch y programa de televisión "The Whitest Kids U' Know". El y Darren Trumeter, son los únicos miembros del grupo WKUK que no asistieron a la School of Visual Arts, de Nueva York. Él es conocido por realizar papeles infantiles en los sketches (en su mayoría llamados “Timmy”), también es conocido por realizar segmentos de baile, llamados “Timmy Dance”.
También ha participado en Keep Portland Funny.
Williams se casó en mayo de 2009 con Kristin Schuth, Tuvieron una hija y se divorciaron en 2012.

## Filmografía
| Año         | Título                    | Rol                    | Notas                                             |
| ----------- | ------------------------- | ---------------------- | ------------------------------------------------- |
| 2007 - 2012 | The Whitest Kids U' Know  | Varios                 | 79 episodios, Actor, Escritor, Creador, Productor |
| 2008        | Hardly Working            |                        | Corto para televisión                             |
| 2008        | Fat Guy Stuck in Internet | Door Keeper            | 1 episodio                                        |
| 2008        | Z Rock                    | Kidtastic              | 1 episodio                                        |
| 2011        | The Civil War on Drugs    | Papá de Trevor, Varios | Escritor, productor, soundtrack                   |
| 2014        | Now Hiring                | Teniente Hallenbeck    | Posproducción                                     |